# Tombstone (Arizona)
Tombstone je město v okrese Cochise County ve státě Arizona ve Spojených státech amerických.
K roku 2010 zde žilo 1 380 obyvatel. S celkovou rozlohou 11,1 km² byla hustota zalidnění 141,4 obyvatel na km².

## Historie
Toto město je známé jako působiště proslulého šerifa Wyatta Earpa a legendární přestřelky, která se zde odehrála roku 1881.

## Turistická zajímavost
Atrakcí města je největší růžový keř na světě, zapsaný v Guinnesově knize rekordů. Tento exemplář druhu růže Banksové (Rosa banksiae) byl vysazen na dvoře hostince Cochise House v roce 1885; v současnosti pokrývá plochu 840 m2 (9000 čtverečních stop). Hostinec byl přeměněn na muzeum (The Rose Tree Inn Museum).